# Abraham Abraham

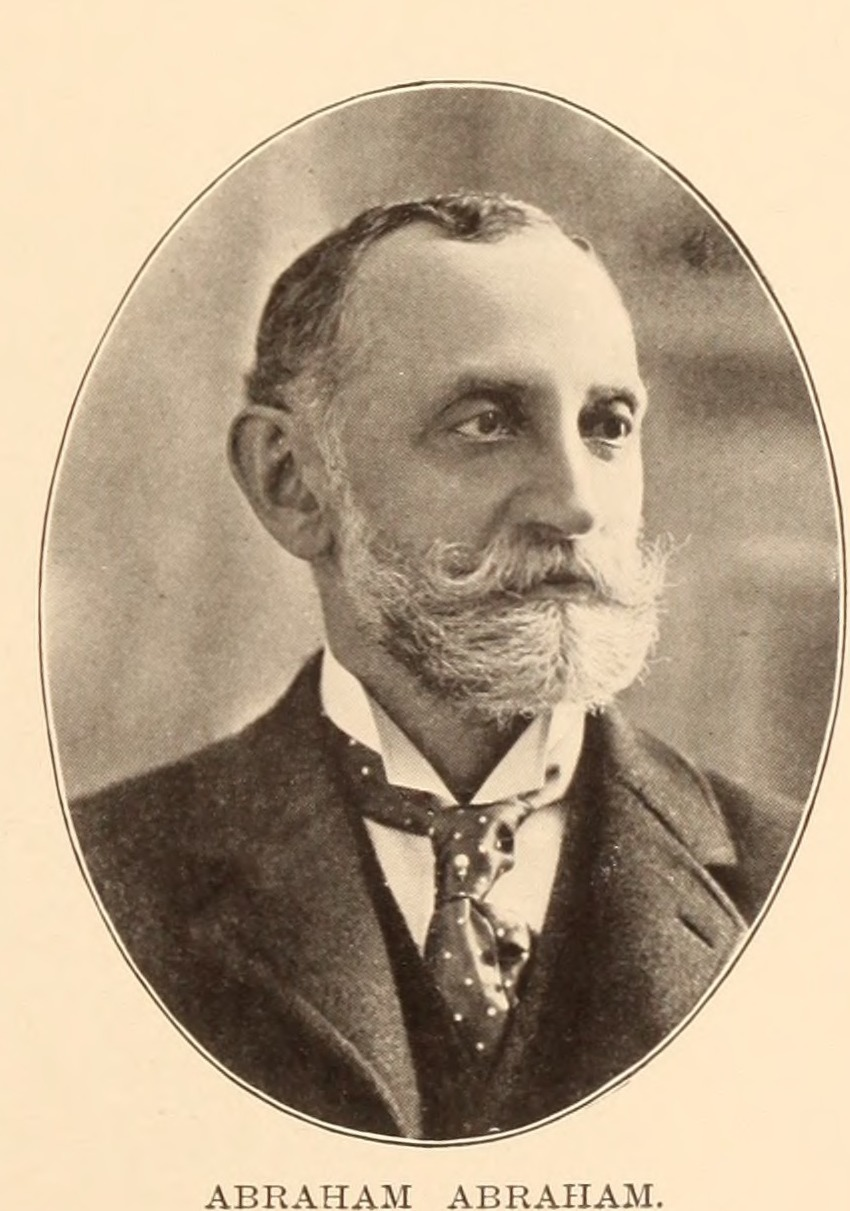
Abraham Abraham, 1898

Abraham Abraham (* 9. März 1843 in New York City, New York; † 28. Juni 1911 in Cherry Island, New York) war ein US-amerikanischer Geschäftsmann und Gründer des 1865 gegründeten Brooklyner Kaufhauses Abraham & Straus. Die Kette, die Teil von Federated Department Stores wurde, ist heute Teil von Macy’s.

## Leben
Abraham wurde in eine jüdische Familie geboren. Er war Sohn von Judah Abraham, einem gebürtigen Bayern, der 1837 auswanderte und auf dem Weg in die Vereinigten Staaten Sarah Sussman heiratete. Bald nach seiner Ankunft eröffnete Judah Abraham ein Geschäft in der Murray Street in New York. 1843 wurde Abraham Abraham geboren. Er war von schwacher Gesundheit und wollte Geiger werden. Während des Bürgerkriegs lief er nach Chicago, um sich einschreiben zu lassen, wurde aber von seinem Vater zurückgeholt. Mit 14 Jahren arbeitete er zusammen mit Simon Bloomingdale und Benjamin Altman für einen Dollar pro Woche bei Hart & Dettlebach in Newark.

### Geschäftsmann
Abraham eröffnete 1865 Wechsler & Abraham in Brooklyn in der Fulton Street 297. Das Unternehmen wurde später zu Abraham & Straus.
Er wurde ein Philanthrop in Brooklyn und gründete unter anderem das Brooklyn Jewish Hospital. 1890 gab er den Bau eines inzwischen abgerissenen Hauses in der 800 St. Mark's Avenue in Brooklyn in Auftrag.

### Privat
Abraham war zweimal verheiratet. 1868 heiratete er Isabella Hyams († 1875). 1882 heiratete er Rose Epstein. Mit seiner ersten Frau hatte er drei Kinder und mit seiner zweiten Frau Rose eins:
- Lillian Isabelle Abraham Rothschild (1869–1927, verheiratet mit Simon F. Rothschild)
- Florence May Abraham Blum (1872–1959, verheiratet mit Edward Charles Blum)
- Lawrence Emanuel Abraham (1872–1945)
- Edith Abraham Straus (1882–1957, verheiratet mit Percy Selden Straus, Sohn von Isidor Straus).

Zu seinen Nachkommen gehören sein Enkel Donald B. Straus, ein Pädagoge, Autor und Berater; seine Ururenkelin Nina Rothschild Utne, eine Zeitschriftenverlegerin; sein Ururenkel Peter A. Bradford, ein Beamter und Atomkraftexperte, und sein Urururenkel Arthur Bradford, ein Autor und Regisseur.
Abraham starb auf Cherry Island in der Nähe von Alexandria Bay, New York.